# Anania (foraminífero)
Anania es un género de foraminífero planctónico de la subfamilia Abathomphalinae, de la familia Globotruncanidae, de la superfamilia Globotruncanoidea, del suborden Globigerinina y del orden Globigerinida. Su especie tipo es Anania caronae. Su rango cronoestratigráfico abarca el Albiense medio y superior (Cretácico inferior).

## Descripción
Anania incluía especies con conchas trocoespiraladas, de forma globular discoidal; sus cámaras tenían forma ovalada comprimida; sus suturas intercamerales eran rectas e incididas; su contorno era redondeado y lobulado; su periferia era redondeado; su ombligo era estrecho y profundo; su abertura principal era umbilical-extraumbilical, con labio estrecho; presentaba aberturas suplementarias suturales en el lado umbilical; presentaban pared calcítica hialina, finamente perforada, con una superficie pustulada o rugosa.

## Discusión
El género Anania no ha tenido mucha difusión entre los especialistas. El autor de Anania lo comparó con los géneros Ticinella y Rugoglobigerina de edad posterior; del primero se diferencia por su pared rugosa en vez de lisa, y del segundo por la abertura umbilical-extraumbilical en vez de umbilical. Clasificaciones posteriores incluirían Anania en la superfamilia Globigerinoidea. Algunas clasificaciones lo incluirían en la subfamilia Ananiinae.

## Paleoecología
Anania, como Ticinella y Rugoglobigerina, incluía especies con un modo de vida planctónico, probablemente de distribución latitudinal cosmopolita (Océano Atlántico), y habitantes pelágicos de aguas superficiales e intermedias (medio epipelágico a mesopelágico superior).

## Clasificación
Anania incluye a la siguiente especie:
- Anania caronae †